# 7 février 1972
Le lundi 7 février 1972 est le 38e jour de l'année 1972.

## Naissances
- Akiko Suwanai, violoniste japonaise
- Amon Tobin, musicien brésilien
- Chris Lieto, triathlète américain
- Essence Atkins, actrice américaine
- Feriel Choukri, handballeuse algérienne
- Franck Perrot, biathlète français
- Gabriel Braga Nunes, acteur brésilien
- Hélène Cortin, rameuse française
- John Slaney, joueur de hockey sur glace canadien
- Katsuhiko Taguchi, pilote de rallyes japonais
- Richard Coyle, acteur britannique
- Robyn Lively, actrice américaine
- Sophie Brouhon, politicien belge
- Stephanie Cook, pentathlonienne britannique
- Stephanie Swift, actrice pornographique américaine
- Wilfried Wendling, compositeur, metteur en scène, improvisateur et vidéaste français

## Décès
- Adriano Grande (né le 1er juillet 1897), poète italien
- Sinclair Weeks (né le 15 juin 1893), personnalité politique américaine
- Walter Lang (né le 10 août 1896), réalisateur américain
- William Campbell (né le 12 juin 1884), réalisateur américain